# Преходящее нарушение мозгового кровообращения
Преходящее нарушение мозгового кровообращения (ПНМК) — остро возникшее нарушение мозговых функций сосудистого генеза, проявляющееся очаговой, общемозговой или смешанной симптоматикой. Важнейшим критерием ПНМК является полная обратимость очаговой или диффузной неврологической симптоматики в течение 24 часов. После эпизода могут оставаться лишь лёгкие органические симптомы.

## Эпидемиология
ПНМК составляют около 20-30 % среди больных с острым нарушением мозгового кровообращения (ОНМК) в стационарах и 46 % — в поликлиниках. По данным Ю. А. Варакина (1990), среди мужчин 20-54 лет удельный вес ПНМК составляет 25 %. При этом более чем в четверти случаев ПНМК являются дебютом различных латентно протекающих церебро-васкулярных заболеваний.

## Этиология
К основным причинам относятся:
- Гипертоническая болезнь
- Симптоматическая гипертензия
- Атеросклероз

Значительно реже причиной ПНМК могут быть:
- Васкулиты при диффузных болезнях соединительной ткани
- Заболевания сердца (пороки, пролапс митрального клапана, инфаркт миокарда)
- Остеохондроз шейного отдела позвоночника (синдром позвоночной артерии, обычно в сочетании с её атеросклеротическим поражением)

## Патогенез
- Острое нарушение ауторегуляции мозгового кровообращения, спазм сосудов мозга с застоем крови в капиллярах и венозным застоем (основной механизм гипертонического криза).
- Микротромбы, микроэмболы с перифокальным отёком (на фоне атероматозных бляшек, клеточных скоплений в условиях изменения агрегационных свойств крови).
- Преходящая сосудистая мозговая недостаточность — локальная ишемия при тромбозе или облитерации сосуда головного мозга в случае сохранной возможности заместительного кровоснабжения в вилизиевом круге. Один из механизмов — феномен «обкрадывания» вследствие ретроградного оттока крови из коллатеральных сосудов головного мозга в дистальные отделы окклюзированного сосуда, чаще всего при подключичном синдроме.
- Стеноз магистральных сосудов головы и их ветвей в условиях падения артериального давления (инфаркт миокарда, нарушение сердечного ритма, кровопотеря),
- Церебральная микрогеморрагия с преходящей симптоматикой.

## Классификация
ПНМК включают в себя транзиторные ишемические атаки, гипертензивные церебральные кризы, а также некоторые более редкие формы церебральных сосудистых нарушений с нестойкой симптоматикой. В частности, в классификацию ВОЗ включены также и кратковременные пароксизмы типа обморока под названием «общая церебральная дисфункция». Они встречаются менее чем в 5 % случаев вследствие выраженной компрессии вертебральной артерии при резких поворотах головы.

### Транзиторная ишемическая атака
Остро возникающее нарушение мозгового кровообращения, проявляющееся в первую очередь очаговой неврологической симптоматикой, зависящей от локализации поражения в том или ином сосудистом бассейне. Длительность — от нескольких минут до нескольких часов. Более распространенное бытовое название — микроинсульт.

### Гипертензивный церебральный криз
Внезапное и индивидуальное для каждого больного значительное повышение артериального давления, сопровождающееся появлением или усугублением имевшейся ранее церебральной, а нередко и кардиальной симптоматики.

## ПНМК как осложнение других заболеваний
Преходящие нарушения мозгового кровообращения могут сопровождать следующие заболевания:
- Цереброваскулярная болезнь (дисциркуляторная энцефалопатия)
- Черепно-мозговая травма

## Медико-социальная экспертиза
Повторные ПНМК являются основанием для определения II группы инвалидности.